# Doba ledová (film)
Doba ledová je americký animovaný film vyrobený ve studiích firmy Blue Sky Studios a v roce 2002 vydaný společností 20th Century Fox. Film režírovali Carlos Saldanha a Chris Wedge podle scénáře Michaela J. Wilsona, příběh je o třech pravěkých zvířatech, které se snaží doručit lidské mládě zpět rodičům.
Na film pak navazují filmy Doba ledová 2: Obleva, Doba ledová 3: Úsvit dinosaurů, Doba ledová 4: Země v pohybu. Zatím posledním dílem série je film Doba ledová: Mamutí drcnutí, do kin byl uveden v roce 2016.

## Děj
Nastává Doba ledová a většina zvířat migruje na teplejší jih, kromě mamuta Manfreda (Mannyho) cestujícího na chladnější sever. Mezitím se nemotorný lenochod Sid, jehož rodina migrovala bez něj, rozhodne migrovat sám, ovšem omylem rozzuří dva Brontotheria a prchá. Narazí na Manfreda, jenž je donucen Brontotheria sejmout. Sid se chce přidat k Manfredově cestě, ale je pro mamuta otravný. Brzy začne Manfredovi říkat „Manny“.
Mezitím u táboru pravěkých lidí číhá smečka Smilodonů, přičemž jedním z nich je Diego. Vůdce smečky Soto má v úmyslu se zmocnit malého lidského dítěte a sežrat ho jako pomstu za zabité členy smečky lidmi, jenž si pak vzali jejich kůži a srst. Když ráno Smilodoni zaútočí na kmen lidí, Diego se snaží získat dítě, ale jeho matka s ním utíká. Když je Diego pronásleduje, matka skočí z vodopádu a zemře. Mezitím jdou Manny a Sid kolem řeky a potkají matku, jež jim předá dítě a zmizí. Manny a Sid se rozhodnou dítě vrátit kmenu, ale Diego je najde, přičemž je žádá, aby mu dítě dali.
Když však Manny se Sidem dorazí ke kmenu, je opuštěný a prázdný. Manny si je vědom ledového průsmyku, kam lidé míří. Diego jim však řekne, že pomocí jeho stopování dohoní lidi včas. Manny nakonec souhlasí a se Sidem a dítětem následuje Diega. Ten má ale ve skutečnosti v plánu je dovést ke své smečce Smilodonů, která je zabije.
Během cesty dostane dítě hlad a trio je nuceno najít jídlo. Narazí na skupinu ptáků Dodo, jež skladují pár melounů na zásoby během doby ledové. Tři zvířata s nimi začnou bojovat, ve snaze získat alespoň jeden meloun. Nakonec zbude jen jeden, ale trio ho získá a nakrmí dítě.
Během noci, když Manny a Sid usnou, se objeví Diegova smečka, ale Diego ze vztahů s Mannym a Sidem nezvládne ukrást dítě. Řekne, že s sebou přivede i mamuta do Ledovcového průsmyku. Diego pokračuje v cestě s Mannym a Sidem do průsmyku, ale postupem času se s nimi sbližuje.
Když Diego spatří lidi v dálce, hodlá odlákat Mannyho a Sida do jeskyně, o které tvrdí, že je zkratka. Když okřikne Sida a omylem způsobí lavinu, trio se musí vydat jeskyní. V jeskyni se dítě omylem dostane na ledovou skluzavku a mizí. Trio se za ním vydává na velký ledový tobogán, ovšem překonají to a zachrání dítě. V jeskyni s pravěkými malbami od lidí je zjištěno, že Manny přišel o svoji rodinu kvůli lovcům, kteří je zabili, což je důvod, proč je stále tak mrzutý.
Trio se blíží k Ledovcovému průsmyku, ale ocitne se v oblasti sopečné aktivity, kde začne téct láva. Když se Diego sotva drží, aby nespadl do lávy, Manny ho zachrání, přičemž málem zemře.
Když všichni tři přečkávají noc, Diego se s Mannym, Sidem a dítětem tak sblížil, že se mu nechce je zabít pomocí své smečky.
Ráno se trio blíží k průsmyku a lidem, ale blízko čeká smečka Smilodonů. Diego, nyní sblížený se svou bandou, prozradí svůj plán o ukořistění dítěte a banda se obrátí proti němu. Diego ale nyní chce pomoci a dítě dostat k lidem. Sid s falešným dítětem odvádí pozornost smečky, přičemž Diego se snaží bandu dostat pryč. Smečka se ovšem dostane k Mannymu a Sidovi a Diego je nucen je bránit. Když se vůdce Soto chystá napadnout Mannyho, Diego se obětuje a je těžce zraněn. Manny nakonec odráží Sota, kterého pak zabijí padající rampouchy. Zbytek smečky uniká pryč. Manny a Sid nechtějí opustit Diega, ale ten slábne a říká bandě, at' vyrazí do průsmyku za lidmi, dokud není pozdě. V slzách banda pokračuje bez něho.
V průsmyku se Mannymu a Sidovi podaří dostat k lidem a vrátí jim dítě. Dorazí i Diego, jenž přežil, a i on vidí, jak se dítě vrátilo k rodině. Lidé jsou vděční Mannymu a ostatním a odcházejí. Manny, Sid a Diego se vracejí na jih.

## Obsazení
Všechny postavy kromě Roshana jsou pravěká zvířata. Zvířata ve filmu mluví a rozumí všem ostatním.
- Manfred „Manny“, mamut, dabing Ray Romano
- Sid, lenochod, dabing John Leguizamo
- Diego, Smilodon, dabing Denis Leary
- Soto, Smilodon, dabing Goran Visnjic
- Zeke, Smilodon, dabing Jack Black
- Oscar, Smilodon, dabing Diedrich Bader
- Lenny, Smilodon, dabing Alan Tudyk
- Scrat, fiktivní zubatá veverka, dabing Chris Wedge
- Roshan zvaný mrňous, dítě z tlupy pravěkých lidí